# Where the Lost Ones Go
"Where The Lost Ones Go" foi o segundo single tirado do álbum All Good Things da cantora norueguesa Sissel e do álbum This Is Pop Music do cantor norueguês Espen Lind.

## Lançamento
A canção foi composta por Lind, sendo primeiramente incluída no álbum All Good Things de Sissel, lançado em 2000. Posteriormente, foi também incluída na versão internacional do álbum This Is Pop Music de Espen, lançada em 2001.
A música foi lançada na Noruega e nos Países Baixos, alcançando grande êxito. O single permaneceu por 5 semanas no Top 100 neerlandês e chegou ao posto #26 da parada norueguesa. O videoclipe da música foi gravado no Marrocos.

## CD Single
- Promocional

1. "Where the Lost Ones Go"
2. "Where the Lost Ones Go" (Instrumental)

- Europeu

1. "Where the Lost Ones Go"
2. "One Day"  (Sissel)
3. "He's a Lot"  (Sissel)
4. "Where the Lost Ones Go" (Instrumental)

## Versão de Sarah Brightman
Em 2008, a cantora inglesa Sarah Brightman gravou uma nova versão da música no álbum ao vivo Symphony, com o título modificado para "I Will Be With You". A faixa tem a participação do vocalista Paul Stanley, da banda Kiss.